# 金井鎮
金井鎮（きんせいちん、拼音: jīnjǐng:ジンジン）は中華人民共和国福建省晋江市の沿海部に位する鎮。

## 地理
金井鎮は東は深滬鎮、北は龍湖鎮、西は英林鎮と隣接しており、また南は海を挟んで中華民国（台湾）統治下の金門県に面している(金門島から4.3海里しかない)。現在海外にいる金井出身者が10何万人いる。

## 歴史
晋江市を参照。

## 行政
2社区居委会、20村が設置されている。

## 経済
2003年のGDPが33.2億RMB(約500億円)を有し、年間納税額が1.4億RMB以上ある。
自然資源：花崗岩、ガラス砂等。

## 言語
閩南方言

## 民族
漢族、回族、満州族など

## 宗教
仏教、道教、キリスト教、マニ教など

## 観光
観光スポット：福全城遺跡、六姓府、西質岩石仏(唐時代)、囲頭金沙湾、石圳変質岩、“823”遺跡。
イベント：旧暦3月の媽祖祭、春節、龍舞等

## スポーツ・芸術・文化

### スポーツ競技
バスケットボール、バレーボール、陸上競技、南拳(五祖拳、五鶴拳)等

### 町を代表するスポーツ競技
バレーボール(歴代全国小学校部、中学校部、インターハイのチャンピオン)

### 芸術
南音

## 主要学校
晋江金井職業専門学校
晋江毓英中学(中高一貫校)